# Mieders
Mieders är en ort och kommun i distriktet Innsbruck-Land i förbundslandet Tyrolen i Österrike. Kommunen har 1 987 invånare (2024). Den ligger 11 km söder om Tyrolens huvudstad Innsbruck.